# Ernesto Cavallini

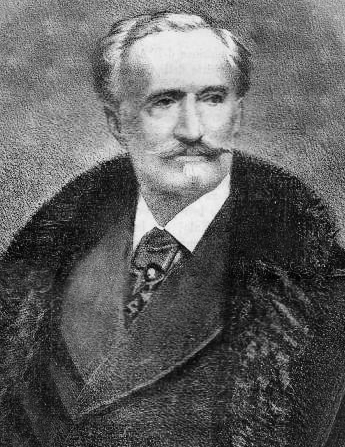
Ernesto Cavallini

Ernesto Cavallini (Milano, 30 agosto 1807 – Milano, 7 gennaio 1874) è stato un clarinettista e compositore italiano.

## Biografia
All'età di dieci anni iniziò i suoi studi al Conservatorio di Milano, sotto la tutela di Benedetto Carulli. Dopo aver viaggiato attraverso tutta l'Italia, tornò a Milano per suonare nell'orchestra del Teatro alla Scala e per insegnare al Conservatorio. Nel 1842 si esibì per la Société des Concerts du Conservatoire de Paris e venne eletto membro dell'Accadémie des Beaux-Arts. Lo stesso anno, così come nel 1845, lo si può ascoltare alla London Philharmonic Society.
Nel 1852 fu invitato nell'orchestra italiana dell'Opera di San Pietroburgo e tre anni più tardi divenne solista al Teatro Imperiale russo. Conservò quel posto per 15 anni, oltre a essere maestro di clarinetto al Conservatorio di San Pietroburgo a partire dal 1862. Nel 1870 tornò a Milano, dove divenne professore al Conservatorio dal 1870 fino alla sua morte.
Egli compose diversi pezzi da concerto. Gli si deve una Fantasia su alcuni motivi de La sonnambula di Bellini, per clarinetto e orchestra o clarinetto e pianoforte. Inoltre scrisse anche degli studi per clarinetto e il primo metodo per clarinetto edito in Russia.
Malgrado suonasse con un clarinetto a 6 chiavi, la sua tecnica era così brillante che il celebre clarinettista inglese Henry Lazarus lo soprannominerà "il Paganini del clarinetto". Anche Giuseppe Verdi apprezzò molto Ernesto Cavallini. Fu d'altronde per lui che scrisse l'assolo all'inizio del terzo atto de La forza del destino.